# SN 1995Z
SN 1995Z – supernowa typu II odkryta 2 sierpnia 1995 roku w galaktyce UGC 937. W momencie odkrycia miała maksymalną jasność 18,50m.